# Ypsora violascens
Ypsora violascens är en fjärilsart som beskrevs av Max Wilhelm Karl Draudt och M.Gaede 1944. Ypsora violascens ingår i släktet Ypsora och familjen nattflyn. Inga underarter finns listade i Catalogue of Life.